# Villeneuve-d’Aval
Villeneuve-d’Aval ist eine französische Gemeinde mit 96 Einwohnern (Stand 1. Januar 2022) im Département Jura in der Region Bourgogne-Franche-Comté. Sie gehört zum Arrondissement Dole, zum Kanton Mont-sous-Vaudrey und ist Mitglied des Gemeindeverbandes Val d’Amour.

## Geographie
Die Gemeinde liegt rund 35 Kilometer südwestlich von Besançon. Nachbargemeinden sind Écleux und Villers-Farlay im Norden, Mouchard im Osten, Les Arsures im Südosten, Montigny-lès-Arsures im Süden, Saint-Cyr-Montmalin im Westen und Chamblay im Nordwesten.

## Bevölkerungsentwicklung
| Jahr                       | 1962 | 1968 | 1975 | 1982 | 1990 | 1999 | 2006 | 2017 |
| Einwohner                  | 118  | 103  | 80   | 75   | 80   | 75   | 80   | 87   |
| Quellen: Cassini und INSEE |      |      |      |      |      |      |      |      |

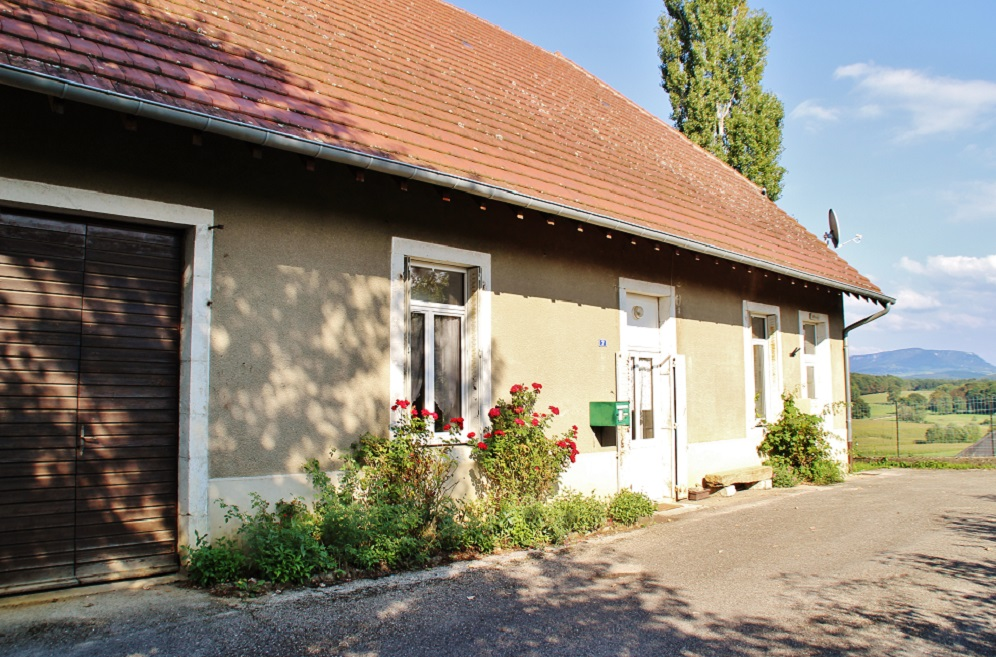
Mairie Villeneuve-d’Aval
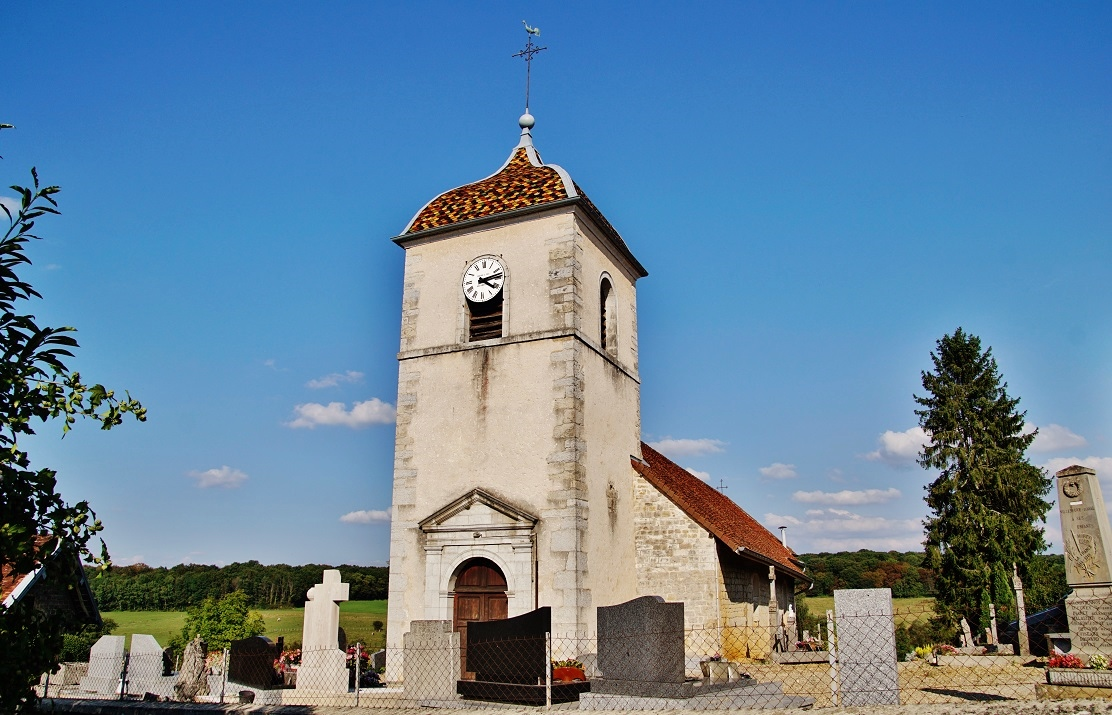
Kirche Saint-Laurent